# Wilds-Nunatak
Der Wilds-Nunatak ist ein Nunatak im ostantarktischen Viktorialand. Er ragt 3 km westlich des südlichen Endes des Frontier Mountain in der Gruppe der Outback-Nunatakker auf.
Der United States Geological Survey kartierte ihn anhand eigener Vermessungen und Luftaufnahmen der United States Navy aus den Jahren von 1960 bis 1964. Das Advisory Committee on Antarctic Names benannte ihn 1969 nach Ronald F. Wilds, Flugzeugmaschinist der Flugstaffel VX-6 auf der McMurdo-Station im Jahr 1966.